# Szerb labdarúgó-válogatott
A szerb labdarúgó-válogatott (szerbül: Фудбалска репрезентација Србије, latin betűkkel Fudbalska reprezentacija Srbije) Szerbia nemzeti csapata, amelyet a szerb labdarúgó-szövetség (szerbül: Фудбалски савез Србије, latin betűkkel Fudbalski savez Srbije) irányít.
Jugoszlávia felbomlása után 1992-ben megalakult a Jugoszláv Szövetségi Köztársaság válogatottja, melyet 2003 februárjában Szerbia és Montenegró-i labdarúgó-válogatottra neveztek át. Egészen 2006 júniusáig ez volt a hivatalos elnevezés; ekkor Szerbia független államnak nyilvánította magát, mint a Szerbia és Montenegrói Államszövetség utódállama. A csapat neve 2006. június 28-án változott szerb labdarúgó-válogatottra, ugyanakkor, amikor megalakították a montenegrói labdarúgó válogatottat, az újonnan függetlenné vált Montenegró képviseletére.
A FIFA Szerbia válogatottját Szerbia és Montenegró, valamint a Jugoszláv Szocialista Szövetségi Köztársaság nemzeti válogatottjai közvetlen utódjaként tekinti. Jugoszlávia nemzeti válogatottjának 1992 előtti történetét lásd a jugoszláv labdarúgó-válogatott szócikkben.
Önálló államként részt vettek a 2010-es és 2018-as labdarúgó-világbajnokságon, valamint kijutottak a 2022-es katari világbajnokságra is.

## Története

### 1992 előtt
1992 előtt a szerb labdarúgók a Jugoszláv Királyság és a Jugoszláv Szocialista Szövetségi Köztársaság csapataiban szerepeltek.

### 1992-2006
Bár a Jugoszláv Szövetségi Köztársaság 1992. április 28-án megalakult, a jugoszláv háborúk miatt életben lévő nemzetközi szankciók miatt – amely eltiltotta az országot a nemzetközi sportversenyeken való részvételtől –, a válogatott első mérkőzését csak 1994. december 23-án játszotta le, amelyen vereséget szenvedett a brazil válogatottól. Azóta a csapat kétszer jutott ki a világbajnokságra, 1998-ban és 2006-ban, valamint egy alkalommal kijutott az EB-re is, 2000-ben. 2003-ban, az ország Szerbia és Montenegróként való újjáalakulásakor a nemzeti válogatott is megváltoztatta elnevezését.
2006. május 21-én Montenegró népszavazáson a Szerbiától való elszakadás mellett voksolt. Június 3-án Montenegró független állammá vált, amely egyben azt is jelentette, hogy saját nemzeti válogatottat állít ki a nemzetközi küzdelmekre. Ez a változás azonban nem befolyásolta a 2006-os VB-részvételt, ahol a két új, független ország labdarúgói még egy zászló alatt küzdöttek, de csoportmérkőzéseiken nem jutottak tovább.

### A különválás után (2006–)
2006. augusztus 16-án játszotta le az új csapat, immáron Szerbia képviseletében, az első nemzetközi mérkőzését, amelyet idegenben 3–1 arányban megnyertek Csehországgal szemben. A szerb válogatott első szövetségi kapitánya a spanyol Javier Clemente volt.
A 2008-as labdarúgó-Európa-bajnokság selejtezőinek A csoportjában a harmadik helyen végeztek Lengyelország és Portugália mögött, így lemaradtak a tornáról. Clementet Miroslav Đukić váltotta a kapitányi poszton, aki mindössze csak öt mérkőzésen irányította a csapatot.

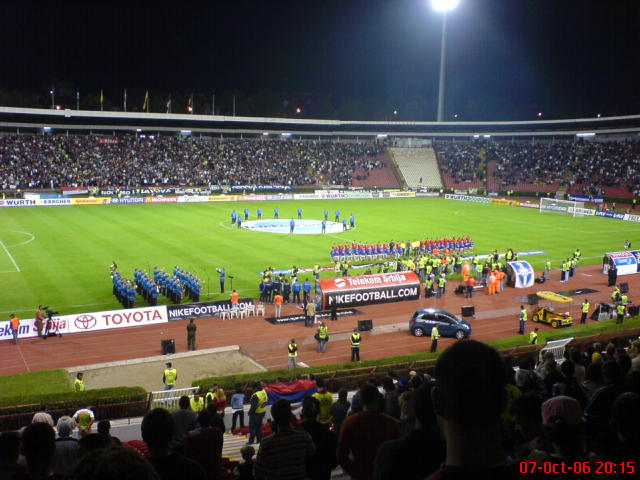
Szerbia-Belgium mérkőzés 2006. október 7-én.

### Radomir Antić időszaka (2008–2010)
A 2010-es világbajnokság selejtezőit már Radomir Antić vezetésével kezdték. A 7. csoportba kerültek Franciaországgal, Romániával, Ausztriával, Litvániával és Feröerrel. A franciákat 1 ponttal megelőzve megnyerték a csoportot és kijutottak a világbajnokságra. A lejátszott tíz mérkőzésből hetet megnyertek, melyek közül kiemelkedett a Románia elleni 5–0-s siker.
A világbajnokságon a D csoportba kerültek Ausztrália, Ghána és Németország társaságában. Első mérkőzésükön 1–0-s vereséget szenvedtek Ghána ellen. A szerbek részéről Aleksandar Luković a kiállítás sorsára jutott, Zdravko Kuzmanović pedig összehozott egy büntetőt, amit Asamoah Gyan értékesített. Németországot meglepetésre 1–0-ra legyőzték Milan Jovanović góljával. Az utolsó mérkőzésükön mindössze egy pont is elegendő lett volna a továbbjutáshoz, de 2–1-es vereség lett a vége Ausztrália ellen. Tim Cahill és Brett Holman góljaival két gólos előnyre tettek szert az ausztrálok, amire csak Marko Pantelić tudott válaszolni.

### 2012-es Eb-selejtezők

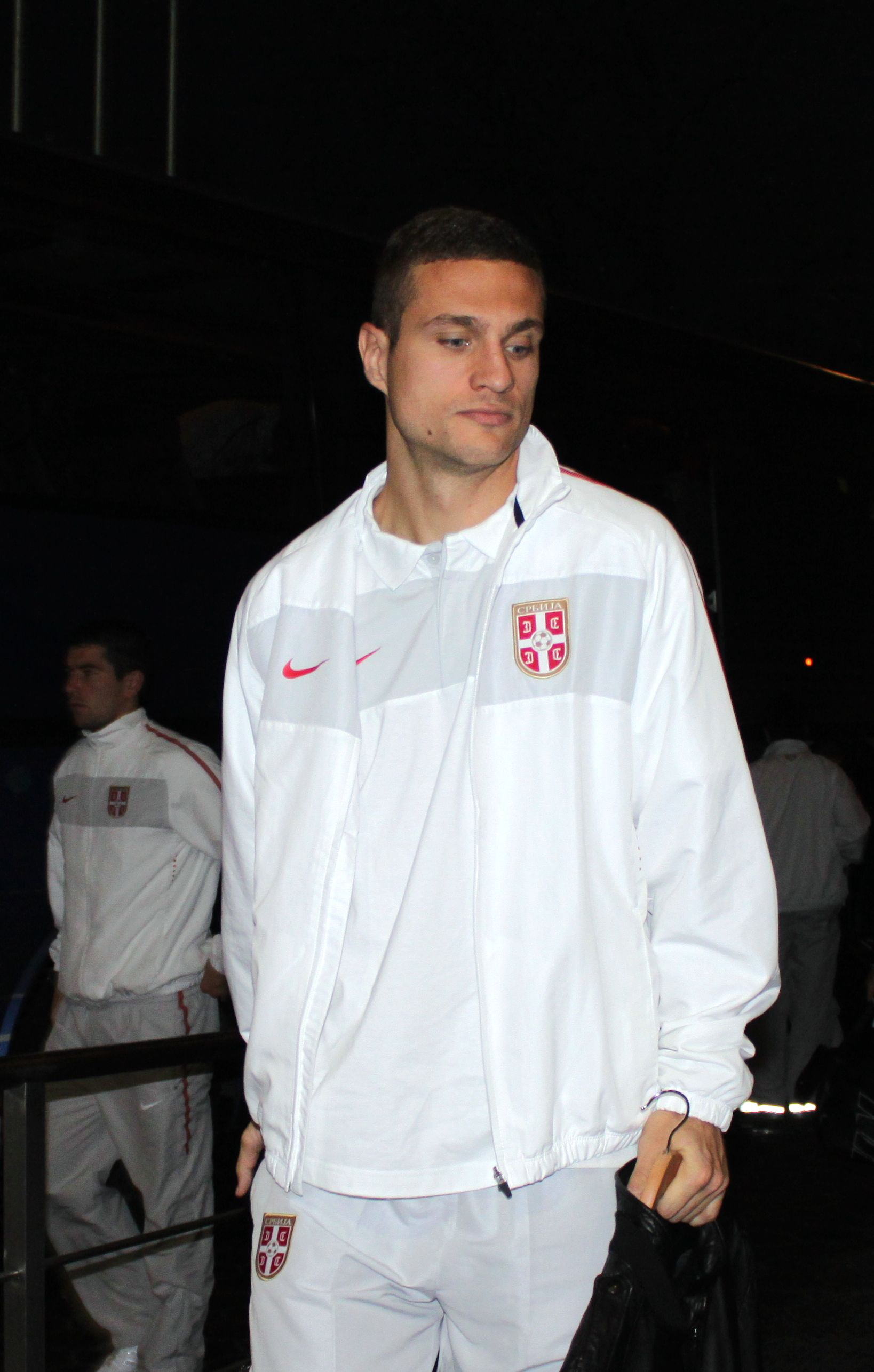
Nemanja Vidić

Szerbia a 2012-es Európa-bajnokság selejtezőiben a C csoportba került Észak-Írország, Észtország, Feröer, Olaszország és Szlovénia társaságában. Az első két mérkőzést Radomir Antić irányításával játszották le. Az új kapitány Vladimir Petrović lett, aki Észtország ellen egy hazai pályán elszenvedett 3–1-es vereséggel mutatkozott be. Az Olaszország elleni idegenbeli találkozó félbeszakadt szurkolói rendbontás miatt. A Szlovénia elleni utolsó mérkőzésen Nemanja Vidić büntetőt hibázott. A negatív kritikák miatt nem sokkal később lemondta a válogatottságot. Petrovićnak nem sikerült kijuttatnia a csapatot az Európa-bajnokságra, ezért menesztették a pozíciójából.

### 2014-es Vb-selejtezők
A 2014-es világbajnokság selejtezőinek A csoportjába került a sorsolást követően Belgium, Horvátország, Macedónia, Skócia és Wales mellé. A szövetségi kapitányi posztra a korábbi labdarúgó Siniša Mihajlovićot nevezték ki. A selejtezőket egy gól nélküli döntetlennel kezdték Skócia ellen, amit Wales 6–1-es legyőzése követett. Belgiumtól hazai pályán 3–0-ra, Macedóniától idegenben 1–0-ra kaptak ki. Horvátország ellen idegenben 2–0-s vereséget szenvedtek, a belgrádi visszavágó pedig 1–1-gyel zárult. A komolyabb incidensek és balhék elkerülése érdekében a két labdarúgó-szövetség közösen döntött, mely szerint nem utazhattak szerb szurkolók Zágrábba, a visszavágóra pedig horvát szurkolók Belgrádba. Skóciát 2–0-ra legyőzték, Belgiumtól 2–1-re kikaptak. Idegenben 3–0-ra sikerült megverniük Walest. Macedónia 5–1-es legyőzésével fejezték be a sorozatot a csoport harmadik helyén Belgium és Horvátország mögött.

### 2016-os Eb-selejtezők
A 2016-os Európa-bajnokság selejtezőiben Albániával, Dániával, Portugáliával és Örményországgal kerültek egy csoportba. A szövetségi kapitányi posztra a holland Dick Advocaat-ot nevezték ki.
A selejtezőket Örményországban 1–1-es döntetlennel kezdték. A Szerbia–Albánia mérkőzés a 42. percben 0–0-s állásnál félbeszakadt. A pálya felett egy drón jelent meg, amelyen egy albán zászló volt. A szerb játékosok elkapták a zászlót, ezt követően verekedés tört ki a játékosok között, amelyhez szerb szurkolók is csatlakoztak, akik a nézőtérről rohantak be a pályára. A játékvezető ezt követően félbeszakította a mérkőzést. Az UEFA a mérkőzést 3–0 arányban Szerbia javára írta, egyúttal Szerbiától le is vont 3 pontot. Szerbiának a Dánia és az Örményország elleni mérkőzését zárt kapuk mögött kellett lejátszania. Szerbia és Albánia is fellebbezett az ítélet ellen. A következő mérkőzésen 3–1-es vereséget szenvedtek Dánia ellen hazai pályán. A gyenge kezdés miatt Advocaat-ot menesztették, akit Radovan Ćurčić váltott. A Portugáliától Lisszabonban elszenvedett 2–1-es vereség azt jelentette, hogy Szerbia matematikailag sem juthatott már ki az Európa-bajnokságra. Dánia ellen 2–0-ra kaptak ki Koppenhágában. A Nemzetközi Sportdöntőbíróság (CAS) 2015. július 10-én hozott ítéletében 3–0 arányban Albánia javára írták a 2014. október 14-én félbeszakadt mérkőzést, Szerbia 3 pontos levonását megtartották. A sorozatot a negyedik helyen zárták négy ponttal.

### 2017–

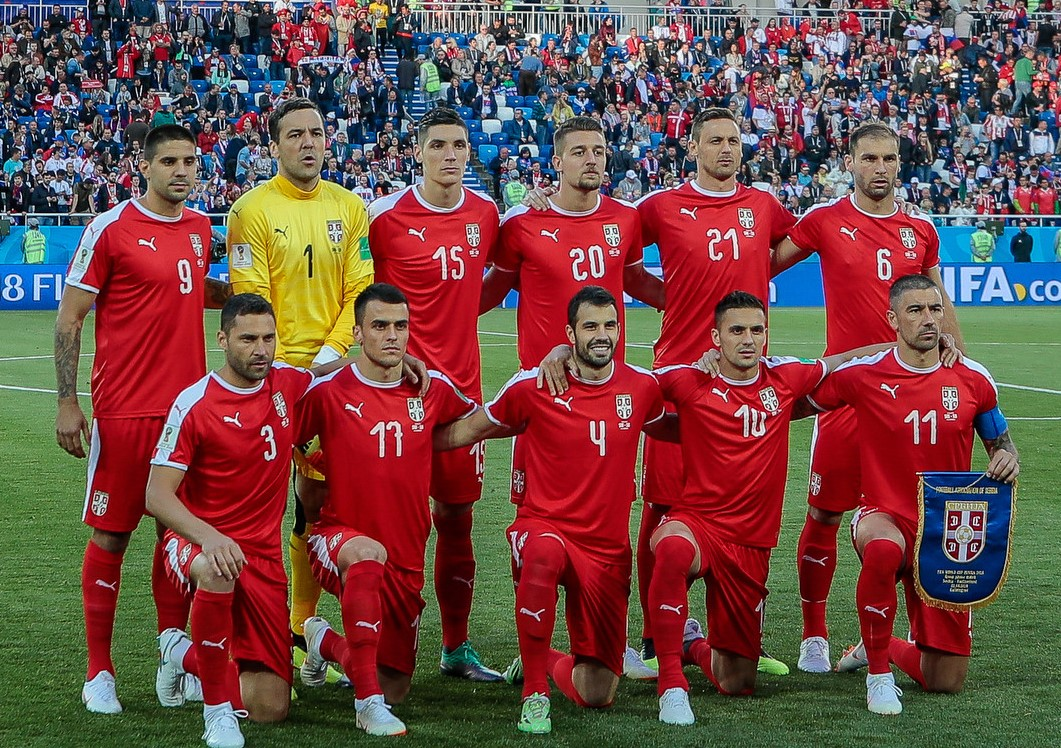
A szerb válogatott a 2018-as világbajnokságon

A 2018-as világbajnokság selejtezőinek D csoportját megnyerték Írország előtt és kijutottak az oroszországi világbajnokságra. Az első csoportmérkőzésen Aleksandar Kolarov góljával 1–0-ra legyőzték Costa Ricát. Svájc ellen a 91. percben veszítették el 2–1-re a mérkőzést. A harmadik fordulóban pedig Brazíliától kaptak ki 2–0-ra és nem jutottak tovább a csoportkörből. A 2018-19-es UEFA Nemzetek Ligájában az C ligában Litvánia, Montenegró és Románia volt az ellenfelük. A hat mérkőzésükből négyet megnyertek, kettőn pedig döntetlen született, amivel a csoport élén végeztek és feljutottak a B ligába, ahol a 2020-21-es kiírásban Magyarország és Oroszország mögött a harmadik helyen zártak.
A 2020-as Európa-bajnokságról selejtezőiben Ukrajna és Portugália mögött a harmadik helyen végeztek, ami pótselejtezőt ért. Norvégiával találkoztak és hosszabbítást követően 2–1-es győzelmet szereztek Oslóban. A kijutásról még egy mérkőzés döntött, amit Belgrádban rendeztek. Skócia ellen 1–1-es döntetlent követően büntetőkkel (4–5) maradtak alul és nem sikerült kiharcolniuk az Európa-bajnoki részvételt. A 2022-23-as UEFA Nemzetek Ligájában az B ligában szerepeltek és megnyerték a csoportjukat Norvégia, Szlovénia és Svédország előtt, aminek eredményeként feljutottak az A ligába.
A 2022-es világbajnokságon a G csoportban szerepeltek Brazília, Kamerun és Svájc társaságában. Brazília ellen 2–0-ás vereséggel kezdték a tornát. Kamerun ellen már 3–1-re is vezettek, de a végül 3–3-as döntetlennel zárult a párharc. A harmadik csoportmérkőzésen kikaptak Svájctól 3–2-re és nem jutottak tovább a csoportból.

## Nemzetközi eredmények

### Világbajnokság
Negyedik hely
| Világbajnokság                   | Világbajnokság      | Világbajnokság      | Világbajnokság      | Világbajnokság      | Világbajnokság      | Világbajnokság      | Világbajnokság      | Világbajnokság      | Világbajnokság      | Selejtezők             | Selejtezők             | Selejtezők             | Selejtezők             | Selejtezők             | Selejtezők             | Selejtezők             |
| Év                               | Eredmény            | H.                  | M                   | Gy                  | D                   | V                   | G+                  | G–                  | Keret               | H.                     | M                      | Gy                     | D                      | V                      | G+                     | G–                     |
| Jugoszláv Királyság              | Jugoszláv Királyság | Jugoszláv Királyság | Jugoszláv Királyság | Jugoszláv Királyság | Jugoszláv Királyság | Jugoszláv Királyság | Jugoszláv Királyság | Jugoszláv Királyság | Jugoszláv Királyság | Jugoszláv Királyság    | Jugoszláv Királyság    | Jugoszláv Királyság    | Jugoszláv Királyság    | Jugoszláv Királyság    | Jugoszláv Királyság    | Jugoszláv Királyság    |
| -------------------------------- | ------------------- | ------------------- | ------------------- | ------------------- | ------------------- | ------------------- | ------------------- | ------------------- | ------------------- | ---------------------- | ---------------------- | ---------------------- | ---------------------- | ---------------------- | ---------------------- | ---------------------- |
| 1930                             | Negyedik hely       | 4.                  | 3                   | 2                   | 0                   | 1                   | 7                   | 7                   | Keret               | meghívottként kijutott | meghívottként kijutott | meghívottként kijutott | meghívottként kijutott | meghívottként kijutott | meghívottként kijutott | meghívottként kijutott |
| 1934                             | nem jutott ki       | nem jutott ki       | nem jutott ki       | nem jutott ki       | nem jutott ki       | nem jutott ki       | nem jutott ki       | nem jutott ki       | nem jutott ki       | 3.                     | 2                      | 0                      | 1                      | 1                      | 3                      | 4                      |
| 1938                             | nem jutott ki       | nem jutott ki       | nem jutott ki       | nem jutott ki       | nem jutott ki       | nem jutott ki       | nem jutott ki       | nem jutott ki       | nem jutott ki       | 2.                     | 2                      | 1                      | 0                      | 1                      | 1                      | 4                      |
| Jugoszlávia                      |                     |                     |                     |                     |                     |                     |                     |                     |                     |                        |                        |                        |                        |                        |                        |                        |
| 1950                             | Csoportkör          | 5.                  | 3                   | 2                   | 0                   | 1                   | 7                   | 3                   | Keret               | 1.                     | 5                      | 3                      | 2                      | 0                      | 16                     | 6                      |
| 1954                             | Negyeddöntő         | 7.                  | 3                   | 1                   | 1                   | 1                   | 2                   | 3                   | Keret               | 1.                     | 4                      | 4                      | 0                      | 0                      | 4                      | 0                      |
| 1958                             | Negyeddöntő         | 5.                  | 4                   | 1                   | 2                   | 1                   | 7                   | 7                   | Keret               | 1.                     | 4                      | 2                      | 2                      | 0                      | 7                      | 2                      |
| 1962                             | Negyedik hely       | 4.                  | 6                   | 3                   | 0                   | 3                   | 10                  | 7                   | Keret               | 1.                     | 4                      | 3                      | 1                      | 0                      | 11                     | 4                      |
| 1966                             | nem jutott ki       | nem jutott ki       | nem jutott ki       | nem jutott ki       | nem jutott ki       | nem jutott ki       | nem jutott ki       | nem jutott ki       | nem jutott ki       | 3.                     | 6                      | 3                      | 1                      | 2                      | 10                     | 8                      |
| 1970                             | nem jutott ki       | nem jutott ki       | nem jutott ki       | nem jutott ki       | nem jutott ki       | nem jutott ki       | nem jutott ki       | nem jutott ki       | nem jutott ki       | 2.                     | 6                      | 3                      | 1                      | 2                      | 19                     | 7                      |
| 1974                             | Középdöntő          | 7.                  | 6                   | 1                   | 2                   | 3                   | 12                  | 7                   | Keret               | 1.                     | 5                      | 3                      | 2                      | 0                      | 8                      | 4                      |
| 1978                             | nem jutott ki       | nem jutott ki       | nem jutott ki       | nem jutott ki       | nem jutott ki       | nem jutott ki       | nem jutott ki       | nem jutott ki       | nem jutott ki       | 3.                     | 4                      | 1                      | 0                      | 3                      | 6                      | 8                      |
| 1982                             | Csoportkör          | 16.                 | 3                   | 1                   | 1                   | 1                   | 2                   | 2                   | Keret               | 1.                     | 8                      | 6                      | 1                      | 1                      | 22                     | 7                      |
| 1986                             | nem jutott ki       | nem jutott ki       | nem jutott ki       | nem jutott ki       | nem jutott ki       | nem jutott ki       | nem jutott ki       | nem jutott ki       | nem jutott ki       | 4.                     | 8                      | 3                      | 2                      | 3                      | 7                      | 8                      |
| 1990                             | Negyeddöntő         | 5.                  | 5                   | 3                   | 1                   | 1                   | 8                   | 6                   | Keret               | 1.                     | 8                      | 6                      | 2                      | 0                      | 16                     | 6                      |
| Jugoszláv Szövetségi Köztársaság |                     |                     |                     |                     |                     |                     |                     |                     |                     |                        |                        |                        |                        |                        |                        |                        |
| 1994                             | felfüggesztve       | felfüggesztve       | felfüggesztve       | felfüggesztve       | felfüggesztve       | felfüggesztve       | felfüggesztve       | felfüggesztve       | felfüggesztve       | felfüggesztve          | felfüggesztve          | felfüggesztve          | felfüggesztve          | felfüggesztve          | felfüggesztve          | felfüggesztve          |
| 1998                             | Nyolcaddöntő        | 10.                 | 4                   | 2                   | 1                   | 1                   | 5                   | 4                   | Keret               | 2.                     | 12                     | 9                      | 2                      | 1                      | 41                     | 8                      |
| 2002                             | nem jutott ki       | nem jutott ki       | nem jutott ki       | nem jutott ki       | nem jutott ki       | nem jutott ki       | nem jutott ki       | nem jutott ki       | nem jutott ki       | 3.                     | 10                     | 5                      | 4                      | 1                      | 22                     | 8                      |
| Szerbia és Montenegró            |                     |                     |                     |                     |                     |                     |                     |                     |                     |                        |                        |                        |                        |                        |                        |                        |
| 2006                             | Csoportkör          | 32.                 | 3                   | 0                   | 0                   | 3                   | 2                   | 10                  | Keret               | 1.                     | 10                     | 6                      | 4                      | 0                      | 16                     | 1                      |
| Szerbia                          |                     |                     |                     |                     |                     |                     |                     |                     |                     |                        |                        |                        |                        |                        |                        |                        |
| 2010                             | Csoportkör          | 23.                 | 3                   | 1                   | 0                   | 2                   | 2                   | 3                   | Keret               | 1.                     | 10                     | 7                      | 1                      | 2                      | 22                     | 8                      |
| 2014                             | nem jutott ki       | nem jutott ki       | nem jutott ki       | nem jutott ki       | nem jutott ki       | nem jutott ki       | nem jutott ki       | nem jutott ki       | nem jutott ki       | 3.                     | 10                     | 4                      | 2                      | 4                      | 18                     | 11                     |
| 2018                             | Csoportkör          | 23.                 | 3                   | 1                   | 0                   | 2                   | 2                   | 4                   | Keret               | 1.                     | 10                     | 6                      | 3                      | 1                      | 20                     | 10                     |
| 2022                             | Csoportkör          | 29.                 | 3                   | 0                   | 1                   | 2                   | 5                   | 8                   | Keret               | 1.                     | 8                      | 6                      | 2                      | 0                      | 18                     | 9                      |
| 2026                             | később              | később              | később              | később              | később              | később              | később              | később              | később              | később                 | később                 | később                 | később                 | később                 | később                 | később                 |
| Összesen                         |                     | 13/22               | 49                  | 18                  | 9                   | 22                  | 71                  | 71                  | –                   | Összesen               | 136                    | 81                     | 33                     | 22                     | 287                    | 123                    |

### Európa-bajnokság
Ezüstérem
      Bronzérem
      Negyedik hely
      Egészben vagy részben hazai rendezésű
| Európa-bajnokság                 | Európa-bajnokság   | Európa-bajnokság   | Európa-bajnokság   | Európa-bajnokság   | Európa-bajnokság   | Európa-bajnokság   | Európa-bajnokság   | Európa-bajnokság   | Európa-bajnokság   | Selejtezők        | Selejtezők    | Selejtezők    | Selejtezők    | Selejtezők    | Selejtezők    | Selejtezők    |        |
| Év                               | Eredmény           | H.                 | M                  | Gy                 | D                  | V                  | G+                 | G–                 | Keret              | H.                | M             | Gy            | D             | V             | G+            | G–            |        |
| Jugoszlávia                      | Jugoszlávia        | Jugoszlávia        | Jugoszlávia        | Jugoszlávia        | Jugoszlávia        | Jugoszlávia        | Jugoszlávia        | Jugoszlávia        | Jugoszlávia        | Jugoszlávia       | Jugoszlávia   | Jugoszlávia   | Jugoszlávia   | Jugoszlávia   | Jugoszlávia   | Jugoszlávia   |        |
| -------------------------------- | ------------------ | ------------------ | ------------------ | ------------------ | ------------------ | ------------------ | ------------------ | ------------------ | ------------------ | ----------------- | ------------- | ------------- | ------------- | ------------- | ------------- | ------------- | ------ |
| 1960                             | Ezüstérem          | 2.                 | 2                  | 1                  | 0                  | 1                  | 6                  | 6                  | Keret              | Negyeddöntő       | 4             | 2             | 1             | 1             | 9             | 4             |        |
| 1964                             | nem jutott ki      | nem jutott ki      | nem jutott ki      | nem jutott ki      | nem jutott ki      | nem jutott ki      | nem jutott ki      | nem jutott ki      | nem jutott ki      | Nyolcaddöntő      | 4             | 2             | 1             | 1             | 6             | 5             |        |
| 1968                             | Ezüstérem          | 2.                 | 3                  | 1                  | 1                  | 1                  | 2                  | 3                  | Keret              | 1.                | 6             | 4             | 1             | 1             | 14            | 5             |        |
| 1972                             | nem jutott ki      | nem jutott ki      | nem jutott ki      | nem jutott ki      | nem jutott ki      | nem jutott ki      | nem jutott ki      | nem jutott ki      | nem jutott ki      | 1.                | 8             | 3             | 4             | 1             | 7             | 5             |        |
| 1976                             | Negyedik hely      | 4.                 | 2                  | 0                  | 0                  | 2                  | 4                  | 7                  | Keret              | 1.                | 8             | 6             | 1             | 1             | 15            | 5             |        |
| 1980                             | nem jutott ki      | nem jutott ki      | nem jutott ki      | nem jutott ki      | nem jutott ki      | nem jutott ki      | nem jutott ki      | nem jutott ki      | nem jutott ki      | 2.                | 6             | 4             | 0             | 2             | 14            | 6             |        |
| 1984                             | Csoportkör         | 8.                 | 3                  | 0                  | 0                  | 3                  | 2                  | 10                 | Keret              | 1.                | 6             | 3             | 2             | 1             | 12            | 11            |        |
| 1988                             | nem jutott ki      | nem jutott ki      | nem jutott ki      | nem jutott ki      | nem jutott ki      | nem jutott ki      | nem jutott ki      | nem jutott ki      | nem jutott ki      | 2.                | 6             | 4             | 0             | 2             | 13            | 9             |        |
| 1992                             | kijutott, kizárták | kijutott, kizárták | kijutott, kizárták | kijutott, kizárták | kijutott, kizárták | kijutott, kizárták | kijutott, kizárták | kijutott, kizárták | kijutott, kizárták | 1.                | 8             | 7             | 0             | 1             | 24            | 4             |        |
| Jugoszláv Szövetségi Köztársaság |                    |                    |                    |                    |                    |                    |                    |                    |                    |                   |               |               |               |               |               |               |        |
| 1996                             | felfüggesztve      | felfüggesztve      | felfüggesztve      | felfüggesztve      | felfüggesztve      | felfüggesztve      | felfüggesztve      | felfüggesztve      | felfüggesztve      | felfüggesztve     | felfüggesztve | felfüggesztve | felfüggesztve | felfüggesztve | felfüggesztve | felfüggesztve |        |
| 2000                             | Negyeddöntő        | 8.                 | 4                  | 1                  | 1                  | 2                  | 8                  | 13                 | Keret              | 1.                | 8             | 5             | 2             | 1             | 18            | 8             |        |
| Szerbia és Montenegró            |                    |                    |                    |                    |                    |                    |                    |                    |                    |                   |               |               |               |               |               |               |        |
| 2004                             | nem jutott ki      | nem jutott ki      | nem jutott ki      | nem jutott ki      | nem jutott ki      | nem jutott ki      | nem jutott ki      | nem jutott ki      | nem jutott ki      | 3.                | 8             | 3             | 3             | 2             | 11            | 11            |        |
| Szerbia                          |                    |                    |                    |                    |                    |                    |                    |                    |                    |                   |               |               |               |               |               |               |        |
| 2008                             | nem jutott ki      | nem jutott ki      | nem jutott ki      | nem jutott ki      | nem jutott ki      | nem jutott ki      | nem jutott ki      | nem jutott ki      | nem jutott ki      | 3.                | 14            | 6             | 6             | 2             | 22            | 11            |        |
| 2012                             | nem jutott ki      | nem jutott ki      | nem jutott ki      | nem jutott ki      | nem jutott ki      | nem jutott ki      | nem jutott ki      | nem jutott ki      | nem jutott ki      | 3.                | 10            | 4             | 3             | 3             | 13            | 12            |        |
| 2016                             | nem jutott ki      | nem jutott ki      | nem jutott ki      | nem jutott ki      | nem jutott ki      | nem jutott ki      | nem jutott ki      | nem jutott ki      | nem jutott ki      | 4.                | 8             | 2             | 1             | 5             | 8             | 13            |        |
| 2020                             | nem jutott ki      | nem jutott ki      | nem jutott ki      | nem jutott ki      | nem jutott ki      | nem jutott ki      | nem jutott ki      | nem jutott ki      | nem jutott ki      | 3. (pótselejtező) | 10            | 5             | 3             | 2             | 20            | 19            |        |
| 2024                             | Csoportkör         | 19.                | 3                  | 0                  | 2                  | 1                  | 1                  | 2                  | Keret              | 2.                | 8             | 4             | 2             | 2             | 15            | 9             |        |
| 2028                             | később             | később             | később             | később             | később             | később             | később             | később             | később             | később            | később        | később        | később        | később        | később        | később        | később |
| 2032                             | később             | később             | később             | később             | később             | később             | később             | később             | később             | később            | később        | később        | később        | később        | később        | később        | később |
| Összesen                         |                    | 6/17               | 17                 | 3                  | 4                  | 10                 | 23                 | 41                 | –                  | Összesen          | 122           | 64            | 30            | 28            | 221           | 137           |        |

### UEFA Nemzetek Ligája
| Csoportkör / Negyeddöntő / Osztályozó | Csoportkör / Negyeddöntő / Osztályozó | Csoportkör / Negyeddöntő / Osztályozó | Csoportkör / Negyeddöntő / Osztályozó | Csoportkör / Negyeddöntő / Osztályozó | Csoportkör / Negyeddöntő / Osztályozó | Csoportkör / Negyeddöntő / Osztályozó | Csoportkör / Negyeddöntő / Osztályozó | Csoportkör / Negyeddöntő / Osztályozó | Csoportkör / Negyeddöntő / Osztályozó | Csoportkör / Negyeddöntő / Osztályozó | Csoportkör / Negyeddöntő / Osztályozó | Egyenes kieséses szakasz | Egyenes kieséses szakasz | Egyenes kieséses szakasz | Egyenes kieséses szakasz | Egyenes kieséses szakasz | Egyenes kieséses szakasz | Egyenes kieséses szakasz | Egyenes kieséses szakasz | Egyenes kieséses szakasz |
| Szezon                                | Liga                                  | Csoport                               | H                                     | M                                     | Gy                                    | D                                     | V                                     | G+                                    | G–                                    | Feljutás/kiesés                       | Helyezés                              | Év                       | Eredmény                 | M                        | Gy                       | D                        | V                        | G+                       | G–                       | Keret                    |
| ------------------------------------- | ------------------------------------- | ------------------------------------- | ------------------------------------- | ------------------------------------- | ------------------------------------- | ------------------------------------- | ------------------------------------- | ------------------------------------- | ------------------------------------- | ------------------------------------- | ------------------------------------- | ------------------------ | ------------------------ | ------------------------ | ------------------------ | ------------------------ | ------------------------ | ------------------------ | ------------------------ | ------------------------ |
| 2018–19                               | C                                     | 4.                                    | 1.                                    | 6                                     | 4                                     | 2                                     | 0                                     | 11                                    | 4                                     | Növekedés                             | 27.                                   | 2019                     | nem jutott be            | nem jutott be            | nem jutott be            | nem jutott be            | nem jutott be            | nem jutott be            | nem jutott be            | nem jutott be            |
| 2020–21                               | B                                     | 3.                                    | 3.                                    | 6                                     | 1                                     | 3                                     | 2                                     | 9                                     | 7                                     | Állandó                               | 27.                                   | 2021                     | nem jutott be            | nem jutott be            | nem jutott be            | nem jutott be            | nem jutott be            | nem jutott be            | nem jutott be            | nem jutott be            |
| 2022–23                               | B                                     | 4.                                    | 1.                                    | 6                                     | 4                                     | 1                                     | 1                                     | 13                                    | 5                                     | Növekedés                             | 19.                                   | 2023                     | nem jutott be            | nem jutott be            | nem jutott be            | nem jutott be            | nem jutott be            | nem jutott be            | nem jutott be            | nem jutott be            |
| 2024–25                               | A                                     | 4.                                    | 3.                                    | 8                                     | 2                                     | 4                                     | 2                                     | 6                                     | 7                                     | Állandó                               | 9.                                    | 2025                     | nem jutott be            | nem jutott be            | nem jutott be            | nem jutott be            | nem jutott be            | nem jutott be            | nem jutott be            | nem jutott be            |
| 2026–27                               | A                                     |                                       |                                       |                                       |                                       |                                       |                                       |                                       |                                       |                                       |                                       | 2027                     |                          |                          |                          |                          |                          |                          |                          |                          |
| Összesen                              | Összesen                              | Összesen                              | Összesen                              | 26                                    | 11                                    | 10                                    | 5                                     | 39                                    | 23                                    |                                       |                                       |                          | 0/4                      | –                        | –                        | –                        | –                        | –                        | –                        | –                        |

## Mezek a válogatott története során
A szerb válogatott hazai szerelése piros mez, kék nadrág és fehér sportszár. A váltómez a leggyakrabban fehér mezből, fehér nadrágból és fehér sportszárból áll.
| 2006–2008 | 2008–2010 | 2010–2012 | 2012–2014 | 2014–2016 | 2016–2018 | 2018–2020 | 2020–2022 | 2022–2024 | 2024− |

### Mezszponzor
| Mezszponzor | Időszak        |
| ----------- | -------------- |
| Adidas      | 1974–2002      |
| Lotto       | 2002–2006      |
| Nike        | 2006–2014      |
| Umbro       | 2014–2018      |
| Puma        | 2018–jelenlegi |
|             |                |

## Játékosok

### Játékoskeret
A 2022-es Világbajnokságra nevezett szerb 26 fős keret.
A pályára lépések és gólok száma 2022. szeptember 27-én  Norvégia elleni mérkőzés után lett frissítve.
|  | K  | Predrag Rajković        | 1995. október 31. (29 éves)    | 28 | 0  | Mallorca          |  |  |
|  | K  | Marko Dmitrović         | 1992. január 24. (33 éves)     | 19 | 0  | Sevilla           |  |  |
|  | K  | Vanja Milinković-Savić  | 1997. február 20. (28 éves)    | 6  | 0  | Torino            |  |  |
|  |    |                         |                                |    |    |                   |  |  |
|  | V  | Nikola Milenković       | 1997. október 12. (27 éves)    | 37 | 3  | Fiorentina        |  |  |
|  | V  | Stefan Mitrović         | 1990. május 22. (35 éves)      | 34 | 0  | Getafe            |  |  |
|  | V  | Strahinja Pavlović      | 2001. május 24. (24 éves)      | 21 | 1  | Red Bull Salzburg |  |  |
|  | V  | Miloš Veljković         | 1995. szeptember 26. (29 éves) | 21 | 0  | Werder Bremen     |  |  |
|  | V  | Filip Mladenović        | 1991. augusztus 15. (33 éves)  | 19 | 1  | Legia Warszawa    |  |  |
|  | V  | Srđan Babić             | 1996. április 22. (29 éves)    | 2  | 0  | Almería           |  |  |
|  | V  | Strahinja Eraković      | 2001. január 21. (24 éves)     | 1  | 0  | Crvena zvezda     |  |  |
|  |    |                         |                                |    |    |                   |  |  |
|  | KP | Dušan Tadić             | 1988. november 20. (36 éves)   | 90 | 18 | Ajax              |  |  |
|  | KP | Filip Kostić            | 1992. november 1. (32 éves)    | 50 | 3  | Juventus          |  |  |
|  | KP | Nemanja Gudelj          | 1991. november 16. (33 éves)   | 48 | 1  | Sevilla           |  |  |
|  | KP | Nemanja Maksimović      | 1995. január 26. (30 éves)     | 39 | 0  | Getafe            |  |  |
|  | KP | Nemanja Radonjić        | 1996. február 15. (29 éves)    | 36 | 5  | Torino            |  |  |
|  | KP | Filip Đuričić           | 1992. január 30. (33 éves)     | 36 | 4  | Sampdoria         |  |  |
|  | KP | Sergej Milinković-Savić | 1995. február 27. (30 éves)    | 35 | 6  | Lazio             |  |  |
|  | KP | Saša Lukić              | 1996. augusztus 13. (28 éves)  | 32 | 2  | Fulham            |  |  |
|  | KP | Andrija Živković        | 1996. július 11. (29 éves)     | 28 | 1  | PAÓK              |  |  |
|  | KP | Darko Lazović           | 1990. szeptember 15. (34 éves) | 25 | 0  | Hellas Verona     |  |  |
|  | KP | Marko Grujić            | 1996. április 13. (29 éves)    | 17 | 0  | Porto             |  |  |
|  | KP | Uroš Račić              | 1998. március 17. (27 éves)    | 9  | 0  | Braga             |  |  |
|  | KP | Ivan Ilić               | 2001. március 17. (24 éves)    | 5  | 0  | Torino            |  |  |
|  |    |                         |                                |    |    |                   |  |  |
|  | CS | Aleksandar Mitrović     | 1994. szeptember 16. (30 éves) | 76 | 50 | Fulham            |  |  |
|  | CS | Luka Jović              | 1997. december 23. (27 éves)   | 28 | 9  | Fiorentina        |  |  |
|  | CS | Dušan Vlahović          | 2000. január 28. (25 éves)     | 16 | 8  | Juventus          |  |  |

### Válogatottsági rekordok
- A még aktív játékosok félkövérrel vannak megjelölve.

### Legtöbbször pályára lépett játékosok
Az adatok 2022. november 12. állapotoknak felelnek meg.

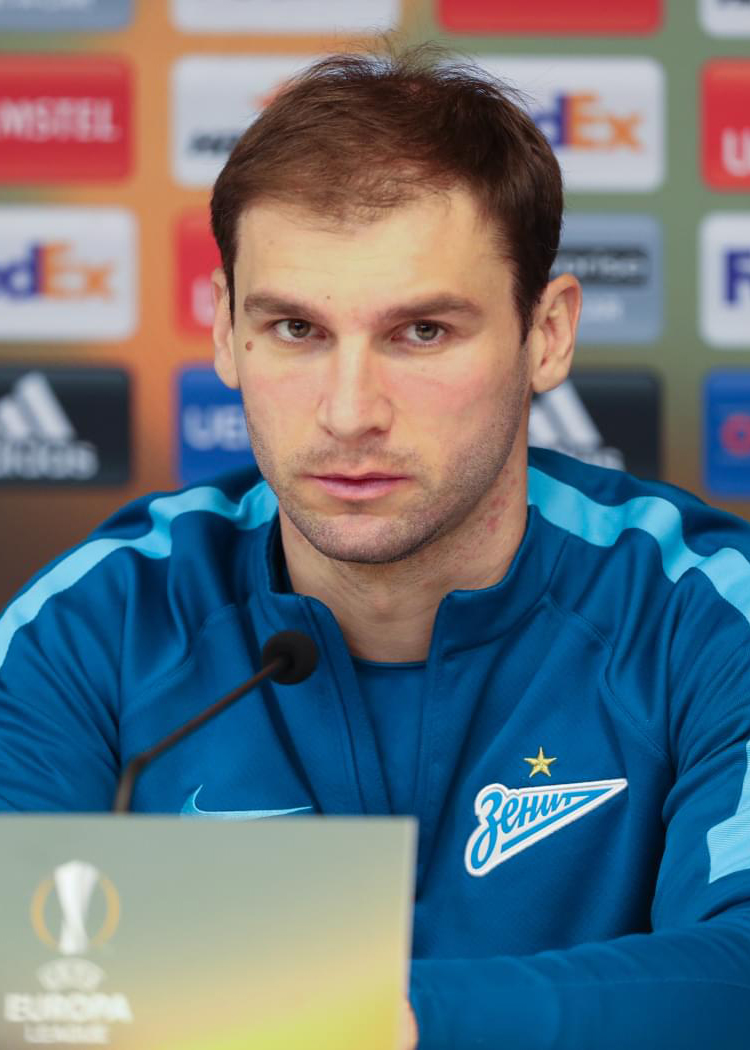
Branislav Ivanović a válogatottsági rekorder 105 mérkőzéssel.

| # | Név                 | Időszak   | Mérkőzés | Gólok |
| - | ------------------- | --------- | -------- | ----- |
| 1 | Branislav Ivanović  | 2005–2018 | 105      | 13    |
| 2 | Dejan Stanković     | 1998–2013 | 103      | 15    |
| 3 | Savo Milošević      | 1994–2008 | 102      | 37    |
| 4 | Aleksandar Kolarov  | 2008–2020 | 94       | 11    |
| 5 | Dušan Tadić         | 2008–     | 90       | 18    |
| 6 | Dragan Džajić       | 1964–1979 | 85       | 23    |
| 7 | Dragan Stojković    | 1983–2001 | 84       | 15    |
| 7 | Vladimir Stojković  | 2006–2018 | 84       | 0     |
| 9 | Zoran Tošić         | 2007–2016 | 76       | 15    |
| 9 | Aleksandar Mitrović | 2013–     | 76       | 50    |

### Legtöbb gólt szerző játékosok
Az adatok 2018. június 17. állapotoknak felelnek meg.

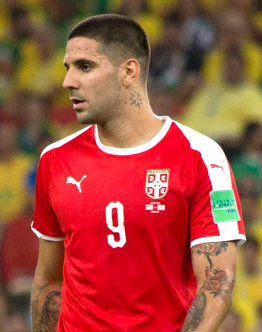
Aleksandar Mitrović 41 góllal a szerb válogatott legeredményesebb játékosa.

| #  | Játékos             | Időszak   | Gól | Vál. | Átlag |
| -- | ------------------- | --------- | --- | ---- | ----- |
| 1  | Aleksandar Mitrović | 2013–     | 50  | 64   | 0.64  |
| 2  | Stjepan Bobek       | 1946–1956 | 38  | 63   | 0.60  |
| 3  | Savo Milošević      | 1994–2008 | 37  | 102  | 0.36  |
| 3  | Blagoje Marjanović  | 1926–1938 | 37  | 58   | 0.64  |
| 3  | Milan Galić         | 1959–1965 | 37  | 51   | 0.72  |
| 6  | Rajko Mitić         | 1946–1957 | 32  | 59   | 0.54  |
| 7  | Dušan Bajević       | 1970–1977 | 29  | 37   | 0.78  |
| 8  | Todor Veselinović   | 1953–1961 | 28  | 37   | 0.76  |
| 9  | Predrag Mijatović   | 1989–2003 | 27  | 73   | 0.37  |
| 10 | Bora Kostić         | 1956–1964 | 26  | 33   | 0.79  |

### Csapatkapitányok (1994—)
| Név                | Időszak   | Versenye csapatkapitányként                      |
| ------------------ | --------- | ------------------------------------------------ |
| Dragan Stojković   | 1994–2001 | 1998-as világbajnokság, 2000-es Európa-bajnokság |
| Savo Milošević     | 2001–2006 | 2006-os világbajnokság                           |
| Dejan Stanković    | 2006–2011 | 2010-es világbajnokság                           |
| Nikola Žigić       | 2011      | —                                                |
| Branislav Ivanović | 2012–2018 | —                                                |
| Aleksandar Kolarov | 2018–2020 | 2018-as világbajnokság                           |
| Dušan Tadić        | 2021–     | 2022-es világbajnokság                           |

## Szövetségi kapitányok
2022. november 1. szerint.

| Név                       | Időszak   | M  | Gy | D | V | Gy (%) | D (%)  | V (%) | Eredmények                 |
| ------------------------- | --------- | -- | -- | - | - | ------ | ------ | ----- | -------------------------- |
| Javier Clemente           | 2006–2007 | 16 | 7  | 7 | 2 | 43,75  | 43,75  | 12,50 | 2008-as Eb - Nem jutott be |
| Miroslav Đukić            | 2007–2008 | 5  | 0  | 2 | 3 | 0,00   | 40,00  | 60,00 | —                          |
| Radomir Antić             | 2008–2010 | 28 | 17 | 3 | 8 | 60,71  | 10,71  | 28,57 | 2010-es vb - Csoportkör    |
| Vladimir Petrović         | 2010–2011 | 13 | 5  | 3 | 5 | 38,46  | 23,08  | 38,46 | 2012-es Eb - Nem jutott be |
| Radovan Ćurčić            | 2011–2012 | 5  | 2  | 1 | 2 | 40,00  | 20,00  | 40,00 | —                          |
| Siniša Mihajlović         | 2012–2013 | 19 | 7  | 4 | 8 | 36,84  | 21,05  | 42,10 | 2014-es vb - Nem jutott be |
| Ljubinko Drulović         | 2014      | 4  | 2  | 1 | 1 | 50,00  | 25,00  | 25,00 | —                          |
| Dick Advocaat             | 2014      | 4  | 0  | 2 | 2 | 0,00   | 50,00  | 50,00 | —                          |
| Radovan Ćurčić            | 2014–2016 | 11 | 5  | 0 | 6 | 45,45  | 0,00   | 55,55 | 2016-os Eb - Nem jutott be |
| Slavoljub Muslin          | 2016–2017 | 15 | 8  | 5 | 2 | 53,33  | 33,33  | 13,33 | 2018-as vb - Csoportkör    |
| Mladen Krstajić           | 2017–2019 | 19 | 9  | 5 | 5 | 47,36  | 26,32  | 26,32 | 2018-as vb - Csoportkör    |
| Ljubiša Tumbaković        | 2019–2020 | 14 | 6  | 5 | 3 | 42,86  | 35,71  | 21,43 | 2020-as Eb - Nem jutott be |
| Ilija Stolica (megbízott) | 2021      | 2  | 0  | 2 | 0 | 0,00   | 100,00 | 0,00  | —                          |
| Dragan Stojković          | 2021–     | 20 | 13 | 4 | 3 | 65,00  | 20,00  | 15,00 | 2022-es vb                 |

## Rivalizálás
Szerbia legnagyobb riválisa Horvátország, melynek leginkább történelmi és politikai okai vannak. A két válogatott ütközeteit mindig nagy várakozás és feszültség előzi meg. Jugoszlávia felbomlását követően a 2000-es Európa-bajnokság selejtezőiben találkoztak először tétmérkőzésen, ekkor a szerbek még jugoszláv színekben léptek pályára. A 2014-es világbajnokság selejtezőiben egy csoportba sorsolták a két csapatot. Ezt megelőzően Horvátország és Szerbia nevek alatt még nem találkoztak. A komolyabb incidensek és balhék elkerülése érdekében a két labdarúgó-szövetség közösen döntött, mely szerint nem utazhattak szerb szurkolók Zágrábba, a visszavágóra pedig horvát szurkolók Belgrádba.
Az Albánia elleni mérkőzések is feszült légkörben zajlanak, melynek leginkább politikai okai vannak (Koszovó). A 2014. október 14-én megrendezett Szerbia–Albánia mérkőzés félbeszakadt. A pálya felett egy drón jelent meg, amelyen egy Nagy-Albániát ábrázoló zászló volt.